# 岐阜産業会館
岐阜産業会館（ぎふさんぎょうかいかん）は、かつて岐阜県岐阜市にあった岐阜県と岐阜市が所有する公共施設。運営は一般財団法人岐阜産業会館が行なっていた。

## 概要
1970年（昭和45年）8月2日オープン。岐阜市が市政80周年記念事業として企画され、これに岐阜県が産業文化の向上ため協力して建設されたもので、総工費（約12億6,000万円、当時）は岐阜市と岐阜県が拠出した。
各種展示会、プロレス、同人誌即売会など様々なイベント、催し物が開催される施設であった。この他、岐阜県室内装飾事業協同組合（3階）、岐阜県鐵構工業協同組合（4階）、岐阜県測量設計業協会（4階）、岐阜県ビルメンテナンス協会（5階）などの業界団体が入居していた。
施設の老朽化等により、2021年（令和3年）3月31日に各展示場、会議室の貸館が廃止され、閉館。
閉館後、2021年（令和3年）6月12日からに大展示場及び中展示場は岐阜地区の新型コロナウイルス感染症ワクチン大規模接種会場にとして使用された。

## 施設内概況
- 大展示場　　（1階）
  - 床面積2,180m2。天井の高さが13mあり、かなり大型の展示物も展示可能。舞台もあり、最大3,000人収容可能。床はアスファルトタイルであり、自動車、工作機械などの重量物も展示可能。搬入、搬出の際は、直接展示場内に車を乗り付けることが可能。
- 中展示場　　（1階）
  - 床面積591m2。大展示室に隣接する。
- 小展示室　　（2階）
  - 床面積395m2。
- 第1会議室
  - 床面積185m2。
- 第2会議室
  - 床面積61m2。
- 文化ホール
  - 正式名は岐阜市文化ホール。2022年の産業会館閉館以前に閉鎖。

## アクセス

### 道路
- 岐阜県道1号岐阜南濃線「六条南2西」交差点を南へ。
- 国道21号「六条」交差点、市道を北上（変則交差点なので注意）。

### 公共交通機関
- 岐阜バス「産業会館前」バス停で下車
  - 名鉄岐阜駅（1番のりば）または、JR岐阜駅（5番のりば）から「県庁」「ふれあい福寿会館」行き